# Claremont (Minnesota)
Claremont es una ciudad ubicada en el condado de Dodge en el estado estadounidense de Minnesota. En el Censo de 2010 tenía una población de 548 habitantes y una densidad poblacional de 184,79 personas por km².

## Geografía
Claremont se encuentra ubicada en las coordenadas 44°2′43″N 92°59′54″O / 44.04528, -92.99833. Según la Oficina del Censo de los Estados Unidos, Claremont tiene una superficie total de 2.97 km², de la cual 2.97 km² corresponden a tierra firme y (0%) 0 km² es agua.

## Demografía
Según el censo de 2010, había 548 personas residiendo en Claremont. La densidad de población era de 184,79 hab./km². De los 548 habitantes, Claremont estaba compuesto por el 93.07% blancos, el 0.18% eran afroamericanos, el 0% eran amerindios, el 0.36% eran asiáticos, el 0% eran isleños del Pacífico, el 5.11% eran de otras razas y el 1.28% pertenecían a dos o más razas. Del total de la población el 14.96% eran hispanos o latinos de cualquier raza.